# Villeneuve-Renneville-Chevigny
Villeneuve-Renneville-Chevigny – miejscowość i gmina we Francji, w regionie Grand Est, w departamencie Marna.
Według danych na rok 1990 gminę zamieszkiwało 300 osób, a gęstość zaludnienia wynosiła 17 osób/km².